# Moissaniet

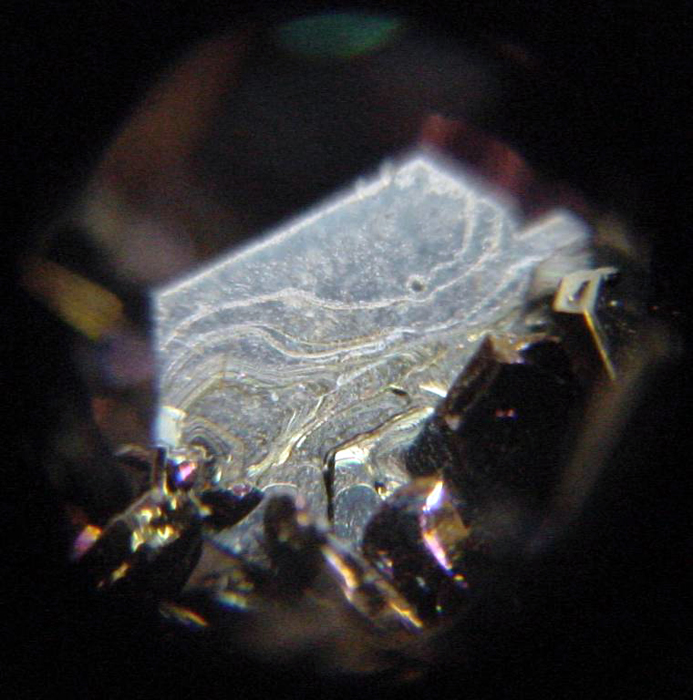
Kristal moissaniet van ongeveer 1 mm

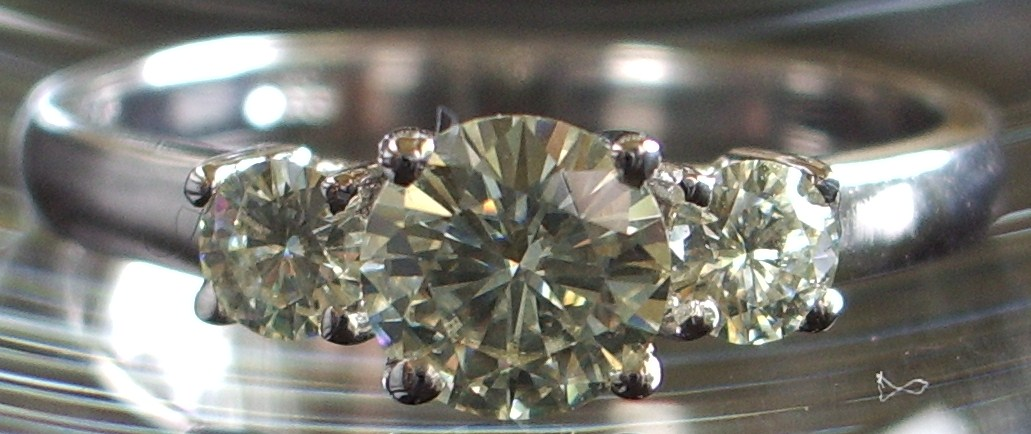
Verlovingsring met moissaniet

Moissaniet is een in de natuur voorkomend siliciumcarbide. Het is een zeldzaam mineraal, dat in 1893 door de Franse chemicus Henri Moissan is ontdekt. Siliciumcarbide wordt in commerciële en industriële toepassingen gebruikt om de hardheid, optische en thermische eigenschappen.
Henri Moissan heeft het mineraal ontdekt toen hij een stukje meteoriet onderzocht, dat in 1893 in Arizona was neergekomen. Hij dacht eerst dat het diamant was, maar kwam in 1904 tot de conclusie dat het een kristal siliciumcarbide was. Twee jaar voor Moissan's ontdekking is siliciumcarbide door EG Acheson kunstmatig in het laboratorium gemaakt.
Moissaniet is op aarde in natuurlijke vorm zeldzaam en is tot 1950 alleen op meteorieten gevonden. Het is in 1959 gevonden als insluitsels in kimberliet uit een diamantmijn in Jakoetië en in 1958 in de Green River formatie in Wyoming. Het bestaan van moissaniet in de natuur is nog zelfs in 1986 door de Amerikaanse geoloog C Milton in twijfel getrokken.
Moissaniet heeft op de hardheidsschaal van Mohs een 9.5 en diamant per definitie een hardheid van 10. Moissaniet heeft een hexagonaal kristalstelsel.
Het wordt als imitatiediamant gebruikt. Het gebruik van moissaniet in juwelen was in veel ontwikkelde landen geregeld door patenten van Charles & Colvard, maar deze patenten zijn inmiddels verlopen: in 2015 in de Verenigde Staten en in 2016 in Nederland.